# Café Merkur

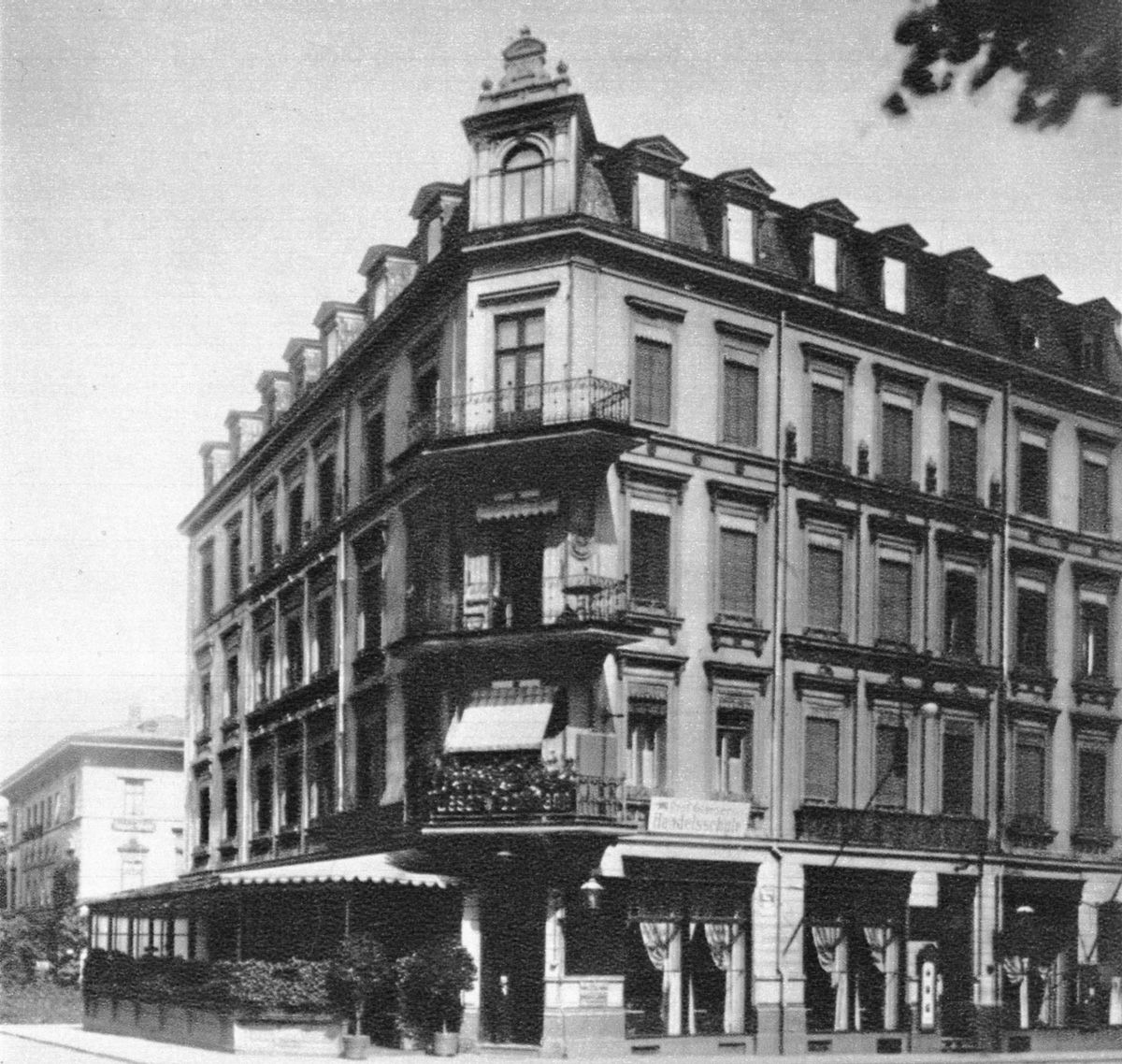
Gebäude des Café Merkur um 1920

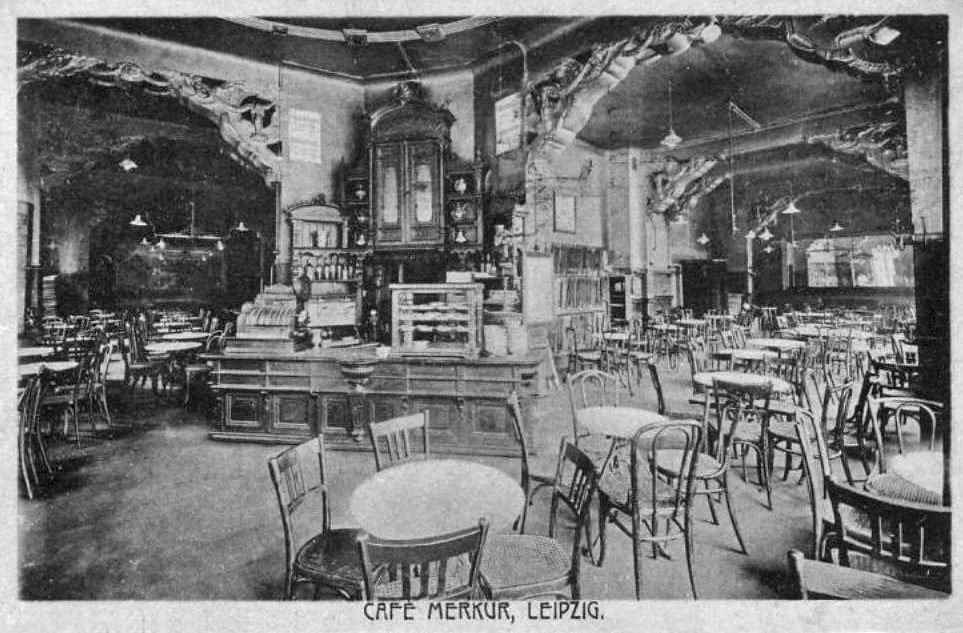
Im Café Merkur um 1920

Das Café Merkur in Leipzig war ein Lesecafé nach Art des Wiener Kaffeehauses am westlichen Rand der Innenstadt (Dittrichring 5).

## Geschichte
1877 wurde in der Straße An der Pleiße (heute Dittrichring) gegenüber der Thomaskirche und neben dem Zugang zur Wohnanlage Lurgensteins Garten das Café Carola eröffnet, das nach fünf Jahren seinen Namen in Merkur änderte. Der Besitzer hieß Richard Keil.
Eine Auslage von über 300 Zeitungen und Zeitschriften sowie nahezu 300 Adressbücher standen zur Verfügung.
Das Café war ein beliebter Aufenthaltsort Leipziger Künstler. Zu den Gästen gehörten die Maler Rüdiger Berlit und Max Schwimmer, die Literaten Erich Kästner, Hans Reimann und Joachim Ringelnatz sowie die Theaterleute Eugen Ortner und Lina Carstens.
Beim Luftangriff auf Leipzig am 4. Dezember 1943 wurde das Café Merkur zerstört. Das Gelände lag bis zu Beginn der 1990er Jahre brach. Es wurde 1995/1996 in den Vorplatz des Verwaltungsgebäudes der Dresdner Bank (jetzt Commerzbank) einbezogen.